# Aleksandr Plisetski
Aleksandr Mijáilovich Plisetski (Moscú, 20 de octubre de 1931-29 de octubre de 1985) fue un maestro de ballet y coreógrafo ruso y hermano menor de la famosa bailarina rusa Maya Plisétskaya.

## Biografía
Aleksandr Plisetski nació el 20 de octubre de 1931 en la familia de un diplomático y una actriz, ambos de origen judío lituano.
Su padre, Mijaíl Plisetski (1899-1938), fue cónsul general de la URSS en la isla de Spitsbergen, donde administró las concesiones de carbón (fideicomiso "Arctic-carbon"). En 1938 fue arrestado durante la Gran Purga, acusado de espionaje y ejecutado. Fue rehabilitado por las autoridades soviéticas el 3 de marzo de 1956.
Su madre, Rachel Messerer (1902-1993, también conocida como Ra Messerer), fue una actriz de cine mudo. Poco después de que arrestaran a su esposo, la enviaron a un campo de trabajo en Kazajistán llamado Campamento para esposas de traidores a la patria, en Akmólinsk. Durante su encarcelamiento, Aleksandr se quedó con el hermano de su madre, Asaf Messerer, mientras que su hermana mayor, Maya Plisétskaya, que más tarde se convirtió en una famosa bailarina, fue puesta bajo la custodia la hermana de su madre, Sulamith Messerer.
En 1969, se casó con la bailarina Marianna Sedova. Su hija, Anna Plisétskaya (nacida en 1971), se convirtió en bailarina y actriz.

### Carrera
En 1949, se graduó de la Academia Estatal de Coreografía de Moscú. Ese mismo año ingresó como solista al ballet del Teatro Bolshói. De 1965 a 1968, fue maestro en la Academia Estatal de Coreografía de Moscú.
De 1968 a 1985 fue maestro de ballet y director artístico en compañías de ballet en varias ciudades ciudades (en particular, desde 1972, trabajó por invitación como maestro de ballet en Kiev, Odesa, Ufá, Baskortostán y Kazán, y, en 1973, con la Ópera Nacional de Finlandia).
En 1974 fundó el ballet en la Universidad Nacional Mayor de San Marcos, en Lima, en donde trabajó hasta 1976. Viaja a Argentina por invitación del ballet del Teatro Colón de Buenos Aires en donde da clases y realiza coreografías hasta 1978.
En 1979, es contratado como maestro y coreógrafo en la Ópera Nacional de Finlandia, donde representó el ballet Carmen Suite. En 1981, trabajó como Maestro de ballet en el Teatro de ópera y ballet de Tiflis, donde, junto con los coreógrafos Mijaíl Lavrovski y Gueorgui Aleksidze, representó Porgy y Bess y Romeo y Julieta.
- Obtuvo permiso para montar el ballet Serenade con coreografía de George Balanchine.[4] Este ballet fue un gran éxito en el escenario en noviembre de 1984.

## Actuaciones
En el período de 1973 a 1985, bailó varios ballets, entre ellos:
- Carmen Suite [5] con música de Georges Bizet arreglada por Shchedrín con coreografía de Alberto Alonso[6]
- «Grand Pas Classique» del ballet Raymonda con música de Glazunov
- Noche de Walpurgis de la ópera Fausto de Gounod
- Bailes de la ópera Turandot y Dos viudas con la música de Smetana
- Porgy y Bess a la música de Gershwin con coreografía de Mijaíl Lavrovski
- Romeo y Julieta con música de Prokófiev
- Serenata con música de Chaikovski

Los teatros que han acogido las producciones de Plisetski incluyen el Teatro de Teatro de Ópera y Ballet de Odesa, la Ópera Nacional de Ucrania, el Teatro de Teatro de ópera y ballet de Tiflis, la Ópera de Sídney, la Ópera Nacional de Finlandia, la Universidad Nacional Mayor de San Marcos y el Teatro Colón.

## Muerte
Plisetski necesitaba una operación de corazón, que debió realizarse en Estados Unidos por invitación de Ígor Yushkévich; sin embargo, debido a sus compromisos coreográficos, la operación fue pospuesta. En el último año de su vida participó activamente en la puesta en escena de Serenade, que se estrenó en Moscú en noviembre de 1984.
Plisetski murió el 29 de octubre de 1985 en Moscú durante una operación de corazón.

## Premios y honores
Diploma de Honor del Presídium del Sóviet Supremo de la URSS.